# Rue de Badonviller
La rue de Badonviller est une voie de la commune française de Nancy, dans le département de Meurthe-et-Moselle, en région Grand Est.

## Situation et accès
La rue de Badonviller est une voie coudée qui va de l'avenue de Boufflers aux rues Eugène Corbin et Gustave Charpentier. La première partie, orientée nord-sud, est en sens unique de l'avenue de Bouffers jusqu'à la rue de Champenoux.
La rue est essentiellement résidentielle, bordée de villas.

## Origine du nom
Elle porte le nom de la ville de Badonviller (Meurthe-et-Moselle), détruite à 72 % et cité martyre en 1918. À la porte de Vosges, elle est une des premières villes de Lorraine envahie par les Allemands le 12 août 1914, plusieurs civils sont alors assassinés et des otages déportés. De violents combats eurent lieu au col de la Chapelotte situé à proximité.

## Historique
La rue est créée en 1927 dans le lotissement de Beauregard. Elle est dénommée et classée en 1929.

## Bâtiments remarquables et lieux de mémoire
- no 69 : l'église mormone des saints des derniers jours est construite sur l'emplacement de l'ancienne École des géomètres de Nancy dans un parc arboré.

Plusieurs personnalités ont vécu rue de Badonviller à Nancy :
- François Borella (1932-2017), homme politique français
- Philippe Herzog (1940-), homme politique français

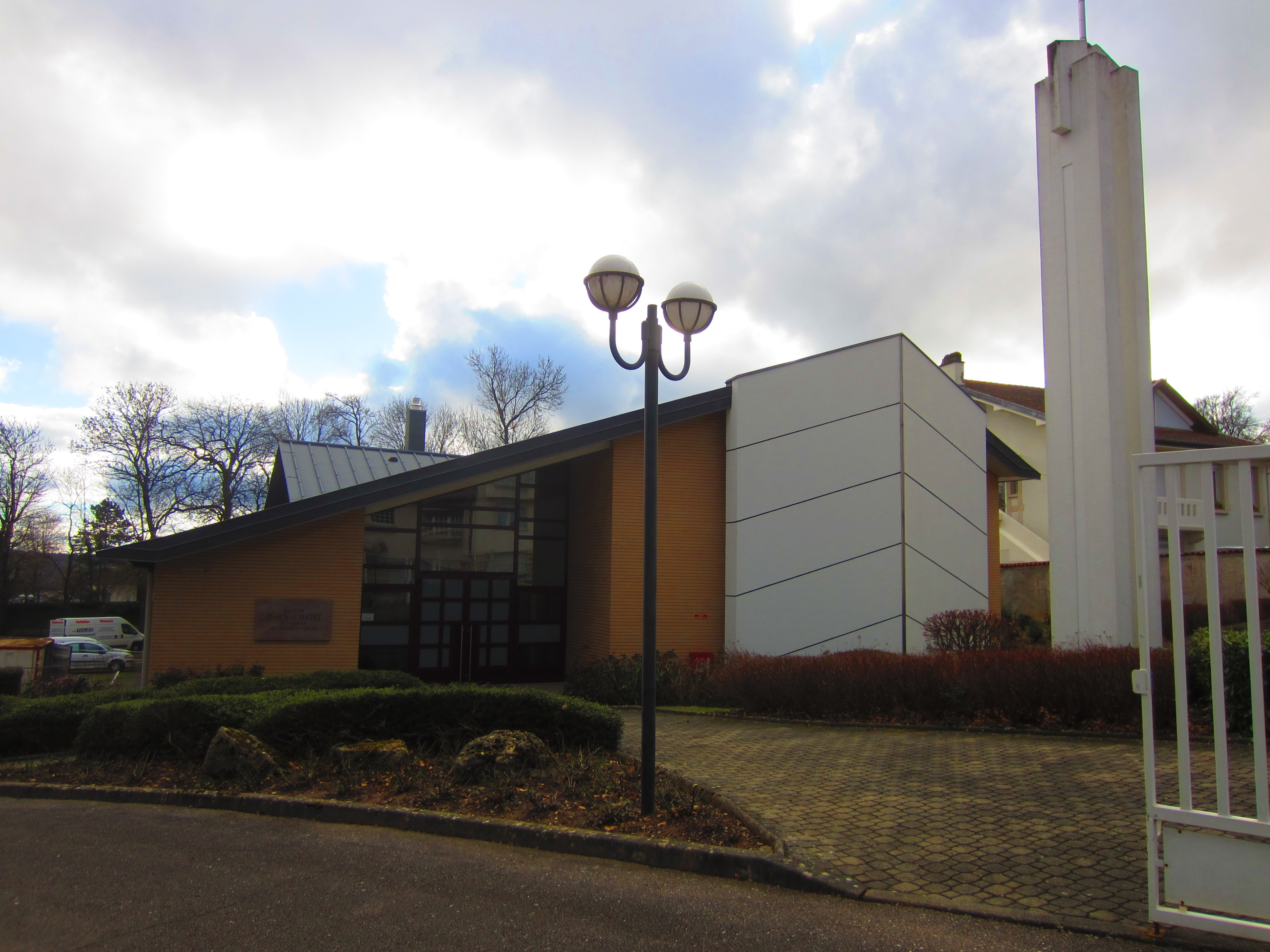
Église de Jésus-Christ-des-Saints-des-Derniers-Jours